# Tom Anderson
Thomas Robert "Tom" Anderson (Burnley, Anglia, 1993. szeptember 2. –) angol labdarúgó, aki jelenleg a Burnleyben játszik, hátvédként.

## Pályafutása

### Burnley
Anderson hétéves korában csatlakozott a Burnley ifiakadémiájához. 2010 nyarán került be az U18-as csapatba, két évre szóló ifiszerződést aláírva a csapattal. Csapatkapitánya volt annak az ificsapatnak, mely a 2011/12-es szezonban eljutott az FA Youth Cup elődöntőjéig, az idény végén azonban nem játszhatott, mert elkapta a Pfeiffer-féle mirigylázat. 2012 májusában, jó teljesítménye elismeréseként megkapta első profi szerződését a csapattól.
2012 augusztusában az ötödosztályban szereplő Barrow 2013 januárjáig kölcsönvette Andersont, csapattársával, Joe Jacksonnal együtt. Egy Telford United elleni találkozón mutatkozott be a csapatban. Alapembere lett a csapatnak, mely szerette volna meghosszabbítani kölcsönszerződését, de végül januárban visszatért a Burnleyhez. Visszatérése után bekerült az első csapat meccskeretébe a Millwall ellen, de játéklehetőséget nem kapott. 2013 februárjában kölcsönben visszatért az ötödosztályba, a Hyde Unitedhez, egy hónapra. Egy Kidderminster Harriers ellen 4-0-ra elvesztett meccsen debütált, csereként beállva a második félidőben. Kezdőként először a Mansfield Town ellen kapott lehetőséget. Az Alfreton Town ellen térdszalagsérülést szenvedett, ami miatt február végén idő előtt vissza kellett térnie csapatához.
2013 áprilisában a Burnley egy évvel meghosszabbította szerződését, bár még nem épült fel térdsérüléséből. Felépülése után, 2013 novemberében kölcsönvette a Halifax Town, 2014 januárjáig. Egy Woking elleni találkozón mutatkozott be. Ez volt az egyetlen mérkőzés, amin lehetőséget kapott, mivel a csapat védői jó formában voltak.
2014 júliusában ismét szerződést hosszabbított vele a klub, mely időközben feljutott a Premier League-be. Szeptemberben egy hónapra kölcsönvette az ötödosztályban szereplő Lincoln City. A csapat soron következő bajnokiján, az Aldershot Town ellen azonnal a kezdőbe került. Pályafutása első profi gólját is itt szerezte, a Gateshead ellen. 2014 októberében visszatért a Burnleyhez, majd ugyanebben a hónapban kölcsönben a negyedosztályú Carlisle Unitedhez igazolt. A következő hónapban, a Portsmouth ellen kapott először lehetőséget. Bár csapata 3-0-ra kikapott, a menedzser, Keith Curle megdicsérte teljesítménye miatt. Eredetileg egy hónapos kölcsönszerződését később 2015 januárjáig meghosszabbították. Utoljára egy Newport County elleni találkozón léphetett pályára, mielőtt visszatért volna anyaegyesületéhez. 2016 februárjában a Chesterfield a szezon végéig kölcsönvette.

## Külső hivatkozások
- Tom Anderson pályafutásának statisztikái a Soccerbase oldalon (angolul)

- Adatlapja a Burnley weboldalán